# Шахта «Краснополіївська»
ДВАТ «Шахта „Краснополіївська“» (на стадії ліквідації). Входить до ДХК «Луганськвугілля». Розташована у місті Брянка Луганської області.

## Історія
У 2014—2015 роках шахта розпилювалася членами батальйону «СССР Брянка».

## Характеристики
Річний видобуток — 488/30 тис. т (1990/1999). Максим. глибина робіт — 550 м. Протяжність підземних виробок 122/33 км (1990/1999).
Шахта небезпечна за раптовими викидами та вибуховості вугільного пилу.
Кількість працюючих: 2211/1134 чол., в тому числі підземних 1314/979 чол. (1990/1999).
Адреса: 94102, вул. Жуковського, 1а, м. Брянка, Луганської обл.